# 芒特雷爾縣 (北達科他州)
芒特雷爾县（英語：Mountrail County）是位於美國北達科他州西北部的一個縣。面積5,027平方公里。根據美國2000年人口普查，共有人口6,631人。縣治斯坦利 （Stanley）。
成立於1873年1月4日，1892年11月30日被撤，復立於1909年1月29日。縣名紀念船夫、運郵者約瑟·芒特雷爾。